# 西清硯譜
《西清硯譜》，是清朝乾隆年間的硯譜，存世版本有文淵閣本、藏書閣本、文華堂本。 
乾隆四十三年（1778年），乾隆命大學士于敏中及梁國治、王杰、董誥、錢汝誠、曹文埴、金士松、陳孝泳等八人負責纂修，並由門應兆等人負責繪圖，收录各类砚计二百四十枚，訂名為《西清硯譜》。西清是指清代南書房，乾隆朝時為編纂類書工作的處所。

## 外部來源
- （繁體中文）漢未央宮東閣瓦硯 （页面存档备份，存于）－台灣多樣性知識網「古籍插圖＞西清硯譜」
- （繁體中文）漢銅雀瓦硯（一） （页面存档备份，存于）－台灣多樣性知識網「古籍插圖＞西清硯譜」
- （繁體中文）漢銅雀瓦硯（二） （页面存档备份，存于）－台灣多樣性知識網「古籍插圖＞西清硯譜」
- （繁體中文）漢甎多福硯[]－台灣多樣性知識網「古籍插圖＞西清硯譜」
- （繁體中文）漢甎石渠硯 （页面存档备份，存于）－台灣多樣性知識網「古籍插圖＞西清硯譜」
- （繁體中文）晉王廞璧水暖硯[]－台灣多樣性知識網「古籍插圖＞西清硯譜」
- （繁體中文）晉玉蘭堂硯[]－台灣多樣性知識網「古籍插圖＞西清硯譜」
- （繁體中文）唐石渠硯 （页面存档备份，存于）－台灣多樣性知識網「古籍插圖＞西清硯譜」
- （繁體中文）唐澄泥六螭石渠硯[]－台灣多樣性知識網「古籍插圖＞西清硯譜」
- （繁體中文）唐觀象硯[]－台灣多樣性知識網「古籍插圖＞西清硯譜」
- （繁體中文）唐蔆鏡硯 （页面存档备份，存于）－台灣多樣性知識網「古籍插圖＞西清硯譜」
- （繁體中文）宋宣和澄泥硯 （页面存档备份，存于）－台灣多樣性知識網「古籍插圖＞西清硯譜」
- （繁體中文）宋宣和洗象硯 （页面存档备份，存于）－台灣多樣性知識網「古籍插圖＞西清硯譜」
- （繁體中文）宋澄泥倣建安瓦鐘硯[]－台灣多樣性知識網「古籍插圖＞西清硯譜」
- （繁體中文）宋澄泥海濤異獸硯[]－台灣多樣性知識網「古籍插圖＞西清硯譜」
- （繁體中文）宋梁苑雕龍硯 （页面存档备份，存于）－台灣多樣性知識網「古籍插圖＞西清硯譜」
- （繁體中文）宋澄泥葉硯[]－台灣多樣性知識網「古籍插圖＞西清硯譜」
- （繁體中文）宋蘇軾龍珠硯 （页面存档备份，存于）－台灣多樣性知識網「古籍插圖＞西清硯譜」
- （繁體中文）宋蘇軾結繩硯 （页面存档备份，存于）－台灣多樣性知識網「古籍插圖＞西清硯譜」
- （繁體中文）宋晁補之玉堂硯[]－台灣多樣性知識網「古籍插圖＞西清硯譜」
- （繁體中文）舊澄泥卷荷硯 （页面存档备份，存于）－台灣多樣性知識網「古籍插圖＞西清硯譜」
- （繁體中文）宋文天祥玉帶生硯[]－台灣多樣性知識網「古籍插圖＞西清硯譜」
- （繁體中文）宋暈月硯 （页面存档备份，存于）－台灣多樣性知識網「古籍插圖＞西清硯譜」
- （繁體中文）宋米芾螽斯瓜瓞硯 （页面存档备份，存于）－台灣多樣性知識網「古籍插圖＞西清硯譜」
- （繁體中文）宋薛紹彭蘭亭硯 （页面存档备份，存于）－台灣多樣性知識網「古籍插圖＞西清硯譜」
- （繁體中文）元趙孟頫松化石硯 （页面存档备份，存于）－台灣多樣性知識網「古籍插圖＞西清硯譜」
- （繁體中文）明董其昌畫禪室端石硯[]－台灣多樣性知識網「古籍插圖＞西清硯譜」
- （繁體中文）明唐寅龍尾石瓦硯 （页面存档备份，存于）－台灣多樣性知識網「古籍插圖＞西清硯譜」
- （繁體中文）明製瓦硯 （页面存档备份，存于）－台灣多樣性知識網「古籍插圖＞西清硯譜」
- （繁體中文）明蒼雪庵鳳池硯 （页面存档备份，存于）－台灣多樣性知識網「古籍插圖＞西清硯譜」